# Trevanian
Pour les articles homonymes, voir Whitaker.
Trevanian, nom de plume de Rodney William Whitaker, est un écrivain américain, né le 12 juin 1931 à Granville, dans l'État de New York, et mort le 14 décembre 2005 dans le West Country, en Angleterre. Il a aussi utilisé son vrai nom ainsi que d'autres pseudonymes : Beñat Le Cagot, Jean-Paul Morin et Nicholas Seare.

## Biographie
Rodney Whitaker est né dans une famille qui doit lutter contre la pauvreté. Dans sa jeunesse, il vit plusieurs années dans la ville d'Albany, capitale de l'État de New York, une période qu'il raconte dans The Crazyladies of Pearl Street, son dernier ouvrage publié.
Il sert dans la Marine américaine de 1949 à 1953, pendant la guerre de Corée. À son retour, il entreprend des études supérieures et obtient une maîtrise de théâtre à l'université de Washington et un doctorat en communications et cinéma à l'université Northwestern, sise en banlieue de Chicago. Il enseigne ensuite la mise en scène au Nebraska. Plus tard, il reçoit une bourse Fulbright pour étudier en Angleterre.
Il devient ensuite professeur, puis directeur du département de communications de l'université du Texas à Austin pendant de nombreuses années. Quand le succès littéraire le lui permet, il quitte ce poste et vit pour de longues périodes, avec sa famille, dans la campagne basque française,.
Dans les années 1970, il amorce une carrière d'écrivain et choisit le pseudonyme de Trevanian en l'honneur de l'historien britannique George Macaulay Trevelyan (1876-1962). Il a quarante ans quand paraît son premier roman La Sanction (The Eiger Sanction, 1972), un récit d'espionnage parodique dont le héros est l'arrogant, snob et insupportable professeur d'histoire de l'art Jonathan Hemlock. Alpiniste émérite et tueur à gages pour les services du renseignement américain, il doit tuer un des membres de sa cordée pendant l'ascension de la face nord de l'Eiger, en Suisse. Pour ce personnage, chaque mission est une « sanction » qui, une fois accomplie, lui permet d'acheter des tableaux impressionnistes pour compléter sa riche collection. Le roman est adapté au cinéma en 1975 sous le même titre par Clint Eastwood avec le réalisateur dans le rôle de Jonathan Hemlock et Rodney Whitaker comme co-scénariste.
L'espion Hemlock revient dans le roman L'Expert (The Loo Sanction, 1973) avant que Trevanian ne l'abandonne.
Le Flic de Montréal (The Main, 1976), d'abord publié sous le pseudonyme de Jean-Paul Morin, puis sous celui de Trevanian, est un roman policier de procédure policière situé dans un quartier pauvre de Montréal. Il a pour héros le lieutenant de police quinquagénaire, solitaire et désabusé Claude LaPointe.
Shibumi (1979) est un thriller d'espionnage qui met en scène Nicholaï Hel, polyglotte, adepte du jeu de go, et tueur professionnel, où le récit s'intéresse moins à ses missions qu'à la jeunesse du héros à Shanghai et au Japon pendant la Seconde Guerre mondiale, ainsi qu'à sa vie de « retraité » passionné de spéléologie dans les Pyrénées basques. 
En 1983, Trevanian signe L'Été de Katya (The Summer of Katya), un roman d'horreur psychologique. En 1998, il revisite le roman western avec Incident à Twenty-Mile (Incident at Twenty-Mile). Cette diversité dans les genres abordés a longtemps laissé croire que le pseudonyme Trevanian était en fait le nom de plume d'un groupe d'écrivains. Sous le nom de Nicolas Seare, Trevanian a également publié des contes se déroulant à l'époque médiévale.
Professeur d'université, il passe une grande partie de sa vie reclus avec sa famille dans les Pyrénées basques de France, refusant tout entretien et toute photographie. 
En 1979, lors de la sortie du livre Shibumi, il accorde toutefois une première interview par téléphone sans livrer son identité. Celle-ci sera dévoilée en 1983 mais confirmée seulement en 1998. 
Ses livres sont traduits en quatorze langues, plusieurs d'entre eux étant des best-sellers : entre 1972 et 1983, cinq de ses livres se sont vendus à plus d'un million d'exemplaires chacun.

## Œuvre

### Romans

#### SérieJonathan Hemlock
- La Sanction [« The Eiger Sanction »]  (trad. de l'anglais par Jean Rosenthal), Paris, Robert Laffont, coll. « Suspense », 1975 (réimpr. Paris, Gallmeister, 2007 ; Paris, Gallmeister, coll. « Totem » no 3, 2010) (1re éd. 1972)
- L'Expert [« The Loo Sanction »]  (trad. de l'anglais par Jean Rosenthal), Paris, Robert Laffont, coll. « Best-Sellers. Suspense », 1976 (réimpr. Paris, Gallmeister, 2009 ; Paris, Gallmeister, coll. « Totem » no 33, 2013) (1re éd. 1973)

#### Autres romans
- Le Flic de Montreal [« The Main »]  (trad. de l'anglais par Robert Bré), Paris, Robert Laffont, coll. « Best-Sellers », 1979 (réimpr. sous le titre The Main, Paris, Gallmeister, coll. « collection Noire », 2013) (1re éd. 1976), 382 p. (ISBN 978-2-35178-069-5)  — d'abord publié sous le pseudonyme de Jean-Paul Morin
- Shibumi [« Shibumi »]  (trad. de l'anglais par Anne Damour), Paris, Robert Laffont, coll. « Best-Sellers », 1981 (réimpr. Paris, Gallmeister, coll. « collection Noire », 2008) (1re éd. 1979)
- L'Été de Katya [« The Summer of Katya »]  (trad. de l'anglais par Emmanuèle de Lesseps), Paris, Denoël, 1983 (1re éd. 1983) - rééd. Gallmeister, 2017
- Incident à Twenty-Mile [« Incident at Twenty-Mile »]  (trad. de l'anglais par Jean Rosenthal), Paris, Gallmeister, coll. « collection Noire », 2011 (1re éd. 1998)
- The Crazyladies of Pearl Street, 2005 (roman partiellement autobiographique)

#### Recueils de nouvelles
- Nuit torride en ville [« Hot Night in the City »]  (trad. de l'anglais par Fabienne Gondrand), Paris, Gallmeister, coll. « collection Grand Format », 2024 (1re éd. 2000) (ISBN 978-2-35178-316-0)

### Nouvelles
- Switching, 1978 (aussi parue sous le titre After Hours at Rick's)
- Minutes of a Village Meeting, 1979 (nouvelle signée Beñat Le Cagot[4])
- That Fox-of-a-Beñat, 1984 (nouvelle signée Beñat Le Cagot)
- The Secrets of Miss Plimsoll, 1984 (aussi parue sous le titre The Sacking of Miss Plimsoll)
- The Apple Tree, 2000
- Waking to the Spirit Clock, 2003

### Autres publications
- Threads for the Emperor,  pièce pour enfants d'après Les Habits Neufs de l'empereur de Hans Christian Andersen

### Essai signé Rod Whitaker
- The Language of Film, 1970

### Pièce de théâtre signé Rod Whitaker
- Eve of the Bursting, 1959 (drame en trois actes)

### Autres publications signées Nicholas Seare
- 1339 or… So Being An Apology for A Pedlar, 1975 (première version de la pièce Eve of the Bursting)
- Rude Tales and Glorious, 1983[1]

## Filmographie

### Comme scénariste
- 1975 : La Sanction (The Eiger Sanction), film américain réalisé par Clint Eastwood, adaptation du roman éponyme où Rodney William Whitaker est coscénariste sous son patronyme, avec Clint Eastwood dans le rôle de Jonathan Hemlock

### Adaptation
- 2004 : Hot Night in the City, film américain réalisé par Allen P. Haines, d'après la nouvelle éponyme